# Nadleśnictwo Rudnik
Nadleśnictwo Rudnik – nadleśnictwo należące do Regionalnej Dyrekcji Lasów Państwowych w Lublinie, położone w całości w województwie podkarpackim: w trzech powiatach i 7 gminach.

## Historia
Nadleśnictwo Rudnik w obecnych granicach powstało w roku 1980, utworzone zostało w całości z własności prywatnych, częściowo pożydowskich, upaństwowionych dekretem PKWN w 1944. Do roku 1973 na tym terytorium działały trzy odrębne nadleśnictwa: Nisko, Rudnik i Ulanów, z których utworzono trzy obręby o tej samej nazwie. W latach 1978–1981 po zmianie podziału administracyjnego kraju nastąpiły przesunięcia powierzchni sąsiednich nadleśnictw do stanu obecnego.
| Powiat        | Gmina                         | Pow. ogółem | Pow. lasów |
| ------------- | ----------------------------- | ----------- | ---------- |
| leżajski      | Nowa Sarzyna – obszar wiejski | 608,00      | 600,39     |
| stalowowolski | Bojanów                       | 3019,29     | 3007,59    |
| niżański      | Jeżowe                        | 1812,44     | 1762,72    |
| niżański      | Krzeszów                      | 133,02      | 132,18     |
| niżański      | Nisko – miasto                | 2551,70     | 2490,80    |
| niżański      | Nisko – obszar wiejski        | 3084,98     | 3047,73    |
| niżański      | Rudnik – miasto               | 1396,53     | 1312,15    |
| niżański      | Rudnik – obszar wiejski       | 1630,09     | 1608,75    |
| niżański      | Ulanów – miasto               | 0,38        | 0,38       |
| niżański      | Ulanów – obszar wiejski       | 1819,48     | 1790,31    |
| Razem         | Razem                         | 16055,91    | 15753,00   |

Nadleśnictwo podzielone jest na 2 obręby (Nisko i Rudnik) i 10 leśnictw, po 5 w każdym obrębie.

## Leśnictwa
- Obręb leśny Nisko
  - Barce (ul. Głowackiego, Nisko)
  - Zatyki (ul. Wilcza, Nisko)
  - Maziarnia
  - Pogoń
  - Zalesie
- Obręb Leśny Rudnik
  - Borowina
  - Czarny Las
  - Groble
  - Kopki
  - Glinianka

## Fizjografia i klimat
Lasy Nadleśnictwa Rudnik położone są w całości w Krainie Małopolskiej, w Dolinie Dolnego Sanu (mezoregion Niziny Sandomierskiej), w Puszczy Sandomierskiej, i w nieznacznym stopniu w Puszczy Solskiej.
Rzeźba terenu całego Nadleśnictwa ma charakter równiny z lekkimi wzniesieniami i pagórkami od 160–200 m n.p.m. oraz formami dolin rzecznych.
Według Eugeniusza Romera teren Nadleśnictwa charakteryzuje się klimatem podgórskich nizin i kotlin, ze średnią temperaturą roczną +8,2 °C, średnią sumą opadów rocznych 530 mm.
Dominującym typem gleb są gleby:
- glejowo–bielicowe – 35% powierzchni;
- rdzawe – 27%;
- bielice właściwe – 22%;
- gleby brunatne, gleby murszowe i torfowe – 16%.

## Drzewostan
Drzewostany Nadleśnictwa Rudnik tworzy 13 gatunków:
- sosna – 82,4% powierzchni i stanowi 84,5% masy;
- brzoza – 4,6% powierzchni i 3,8% masy;
- olcha – 3,8% powierzchni i 3,3% masy;
- jodła – 3% powierzchni i 2,9% masy;
- dąb – 2,7% powierzchni i 2,7% masy;
- buk – ok. 1,1% powierzchni i 1,0% masy;
- jesion i wiąz – 1,2% powierzchni i 1,2% masy łącznie;
- świerk i modrzew – 0,9% powierzchni i mniej niż 1,0% masy;
- pozostałe gatunki to klon, grab, osika zajmują ok. 0,3% powierzchni Nadleśnictwa[1].